# سحلية بهاء الدين
سحلية بهاء الدين، (الاسم العلمي: Mesalina bahaeldini) ، هو أحد أنواع فصيلة سحالي حقيقية، وضع الاسم على شرف الاستشاري البيئي شريف بهاء الدين.